# Championnats d'Europe de gymnastique acrobatique 1991
Navigation
Édition précédente Édition suivante
Les championnats d'Europe de gymnastique acrobatique 1991, douzième édition des championnats d'Europe de gymnastique acrobatique, ont eu lieu du 1er au 4 novembre 1991 à Lisbonne, au Portugal.